# Ацетилэвгенол
Ацетилэвгенол — фенилпропаноидное соединение, содержащееся в гвоздике, в нильской акации. Он является вторым по распространённости родственным соединением эвгенола в некоторых препаратах экстрактов. Ацетилевгенол имеет характерный запах, напоминающий запах гвоздики, и поэтому используется в качестве ароматизатора.

## Биологическая активность
Обладает антибактериальными и противогрибковыми свойствами. Широкий антибактериальный потенциал ацетилейгенола был подтверждён в отношении Proteus sp., Salmonella Typhi, золотистого стафилококка и пневмококка.